# Hartner Nándor
Hartner Nándor (Ferdinand Laval; Lindvay; Budapest, 1894. április 16. – Buenos Aires, 1975.) politikus, propagandista, 1933-1945 között Muraszombat polgármestere, a Vendvidéki Magyar Közművelődési Egyesület elnöke.

## Élete
Apja katonatiszt volt az osztrák-magyar hadseregben. Apja halála után anyja hozzáment Hartner Géza pozsonyi földbirtokoshoz, aki adoptálta Nándort. A Pozsonyi Evangélikus Líceumban tanult. Harcolt az első világháborúban és több kitüntetést is kiérdemelt. Később vitézzé avatták.
Az 1920-as években még erőteljesen kampányolt a belgrádi centralista politika és az abszolút szerb vezetésű Jugoszlávia mellett. Francia származása (?) ellenére a magyarosítás és a revízió egyik elkötelezett híve volt. és szélsőséges kijelentéseket is tett. Hartner Géza halála után a Muravidéki Bank elnöke lett, és megörökölte a felsőlendvai kastélyt is.
A visszacsatolást követően fogadta a Muraszombatba bevonuló csapatokat, s a Magyar Élet Pártja helyi szervezetében aktívan közreműködött, s szintén terjesztette az antiszemitizmust. Propagandájuk időről-időre a vendkérdéssel is összefonódott. A parlamentben arra kérte a vezetőket, hogy a vendeket minden tekintetben csak magyarként kezeljék. 1942-től országgyűlési képviselő lett.
A Vörös Hadsereg bevonulása előtt a büntetés elől Ausztriába, majd később Argentínába menekült és ott is halt meg. A második világháború után kötél általi halálra ítélték. A Szlovén Legfelsőbb Bíróság az ítéletet 2012-ben hatályon kívül helyezte. Ausztriában élő lányának visszaszolgáltatták apja birtokait.